# Basílica de Sant Francesc (Siena)
Basílica de Sant Francesc d'Assís a Siena, és l'església més important de Siena, situada en la plaça San Francesco.
La crònica anònima sienesa, citada per L. A. Muratori, indica que la construcció de la primera Església de Sant Francesc es començà en el turó Castellacia di Ovile al voltant de 1228. El revestiment de la senzilla façana (l'actual en estil neo-gòtic i dat de finals del segle XIX), amb files de marbre blanc i negra, fou començat pocs anys abans de què acabés el segle xiii però, interromput a mitjan obra, mai va ser continuat. Pel contrari, l'estructura del temple fou ampliada a partir de l'any 1326. De l'antiga església romànica si conservaren la façana i el lateral dret; l'esquerra fou enderrocat després de la construcció del nou.
El presbiteri fou construït sencerament sobre robusts arcs, que així s'obriren a una espaiosa cripta subterrània en l'escarpat declivi del turó. Però seria necessari arribar a 1475 per veure acabada l'ampliació de la nova església; el 1482 tingué lloc l'última intervenció, i en aquesta oportunitat s'elevaren les parets perquè el recinte tingués les justes proporcions respecte a la seva amplitud. L'autor d'aquesta reforma fou quasi certament Francesco di Giorgio. Digna del gran artista de Siena fou també la bella portada major, del més pur estil renaixentista. Després de la reestructuració de la façana, la porta ornamenta fou desmuntada i traslladada a l'interior de la Basílica, on se la pot admirar adossada a la paret esquerra.
Les estructures portants de l'església foren acabades per Francesco di Giorgio i són les que hom pot veure encara avui; però quasi tots els tresors que aquesta guardava foren destruïts per l'incendi del 25 d'agost de 1655, que inclús carbonitzà els marbres i els altars. Les poques pintures que es varen salvar es conserven en la Pinacoteca Nacional de Siena. En la Capella Bandini Picolomini (la vuitena, dedicada a sant Bernadí), dos grans frescos d'Ambrogio Lorenzetti representant El martiri de frares franciscans i Sant Lluís acomiadant-se del papa Bonifaci VIII després de la renuncia a la dignitat reial en favor dels seus germà Robert d'Anjou.